# Mănăstirea Buluc
Mănăstirea Buluc este o mănăstire ortodoxă din România situată în comuna Jariștea, județul Vrancea.